# Stazione di Redona
La stazione di Redona fu una stazione ferroviaria della linea della Valle Seriana a servizio dell'omonimo comune, poi frazione e quartiere di Bergamo a partire dal 1927.

## Storia
La stazione fu aperta al servizio pubblico il 21 aprile 1884, assieme al tratto Bergamo-Albino, primo tronco della linea della Valle Seriana. La ferrovia in seguito proseguì verso Vertova (23 agosto), Ponte Nossa (23 marzo 1885), Ponte Selva (6 luglio 1885) e Clusone (12 marzo 1911).
Nel corso degli anni, l'importanza dell'impianto declinò sia perché il comune fu assorbito dalla vicina Bergamo sia per la presenza delle autolinee concorrenti.
Lo scalo chiuse il 31 agosto 1967 assieme alla linea ferroviaria. Dal 2009, con l'apertura della tranvia Bergamo-Albino che reimpiega il sedime della ferrovia della Val Seriana, parte del piazzale binari della stazione è utilizzato dalla fermata tranviaria di Bergamo Negrisoli.

## Strutture e impianti
Il fabbricato viaggiatori della stazione era una struttura a due livelli fuori terra e a pianta rettangolare, sullo stesso stile di altri edifici della linea, come Nembro e Vertova.
Oltre al binario di corsa, il piazzale era dotato di un raddoppio, lungo 120 m. Questa lunghezza era adatta alle soste d'incrocio dei treni merci a forte composizione.

## Movimento
La stazione fu servita dai treni accelerati e omnibus della relazione Bergamo-Ponte Selva fino al 1911, quando, con l'apertura del tratto Ponte Nossa-Clusone, fu sostituita dalla relazione Bergamo-Clusone.